# Philippe Nowaczyk
Œuvres principales
À bout portant, Souveraines fulgurances
Philippe Nowaczyk est un écrivain belge né à Charleroi le 23 mars 1956.
Il est l'auteur de recueils de poésie et de romans.

## Publications

### Recueils de poésie
- Il était une fois un ours qui écrivait des poèmes, chez l'auteur, 1986, illustré.
- À bout portant, chez l'auteur, 1988.
- Reflets d'un rêveur fou, chez l'auteur, 1989.
- Sous une autre latitude, chez l'auteur, 1992.
- Souveraines fulgurances, Le livre en papier, 2018  (ISBN 978-2-8083-0127-5).

### Romans
- L'éphémère flamboyant, suivi de Une simple missive, Paris, L'Harmattan, 1998  (ISBN 2-7384-6660-5), 109 p.

### Poèmes
- Il était une fois un ours, Le Messager, 1987
- Sans toi, Le Messager, 1988
- Céline, La Région, 1988
- Grand-père, raconte-moi une histoire !, La Nouvelle Gazette, 1991
- Je vous offrais des fleurs, Le Trèfle à 4 feuilles, 1992
- Iroquois, Le Trèfle à 4 feuilles, 1992
- Je chante, Le Messager, 1992
- Le bras d’honneur, Le Trèfle à 4 feuilles, 1992.
- Sauvage, La rivière, La mort d’un pont, Campagnolles et Ballade médiévale, in : Livre du 25e anniversaire du Syndicat d’initiative de Bouffioulx, 1992.